# Ân tứ

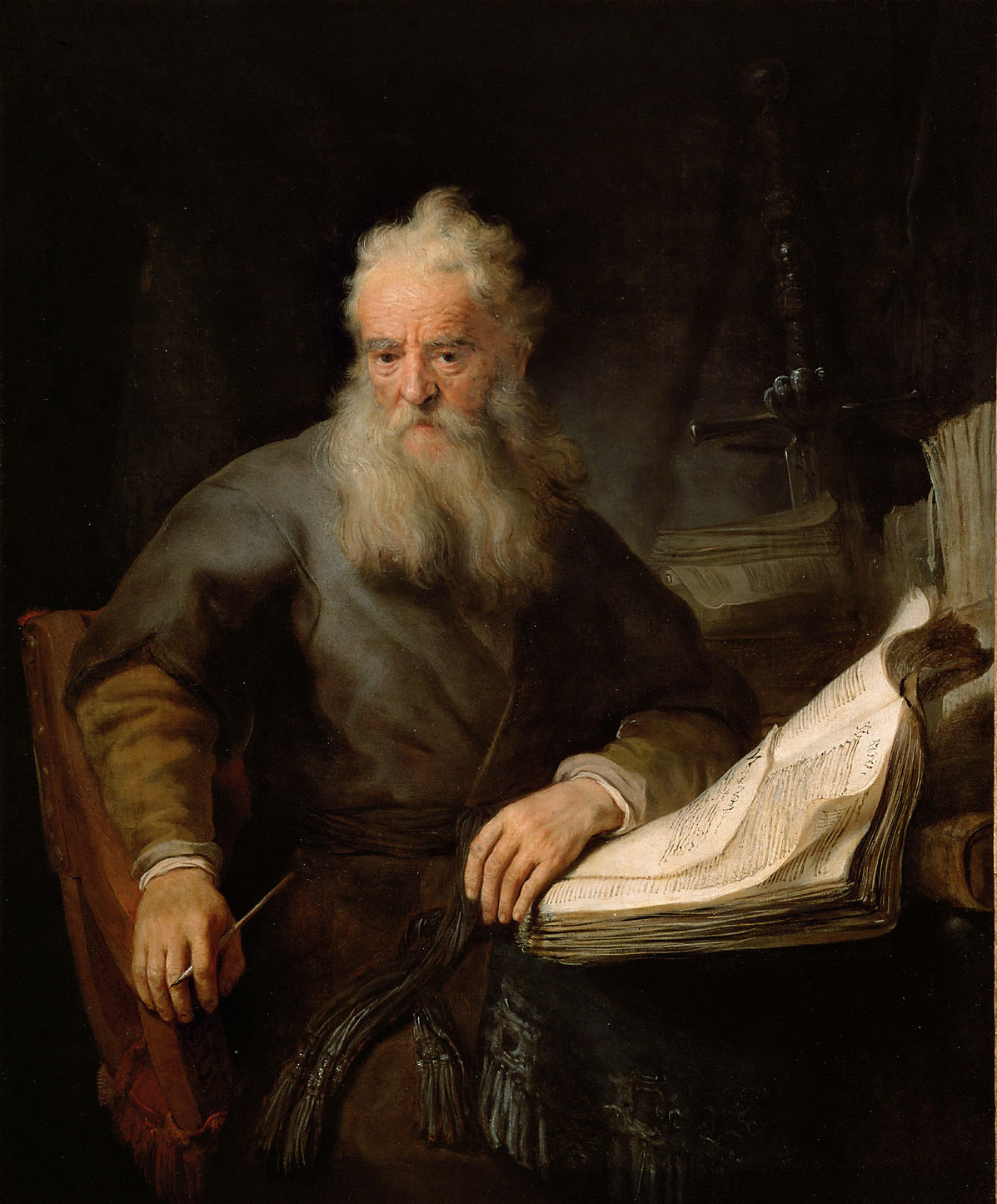
Sứ đồ Phao-Lô với những ghi chép về ân tứ thuộc linh

Ân tứ (Spiritual gift/χάρισμα) là một khả năng phi thường được Chúa Thánh Thần ban tặng cho. Những người theo đạo này tin rằng những điều này là sự ân sủng siêu nhiên mà cá nhân Cơ Đốc nhân cần có để hoàn thành sứ mệnh của Giáo hội Kitô giáo. Các ân tứ thuộc linh có thể được định nghĩa là những phước lành hoặc khả năng mà Thượng Đế ban cho con cái của Ngài qua quyền năng của Đức Thánh Linh. Những phước lành thuộc linh đặc biệt được ban cho những người xứng đáng vì lợi ích để họ dùng ban phước lành cho người khác. Ơn tứ là do Đức Thánh Linh cho người tín đồ, ơn tứ có quyền năng của Đức Thánh Linh trong đó, mỗi người tín đồ đều có ơn tứ. Theo nghĩa hẹp nhất, nó là thuật ngữ thần học để chỉ những ân sủng đặc biệt được ban cho cá nhân Cơ Đốc nhân vì lợi ích của người khác và được phân biệt với những ân sủng được ban cho Thánh hóa cá nhân, chẳng hạn như Bảy Ân Tứ của Chúa Thánh Thần và hoa trái của Chúa Thánh Thần. Nhưng ân tứ nói đến khả năng mà Chúa ban cho riêng từng cá nhân. Mọi người tín đồ đều có ân điển giống nhau, nhưng mỗi người có một ân tứ khác nhau, chẵng hạn như ân tứ nói tiếng lạ. Ân tứ phân biệt là một trong các ân tứ của Thánh Linh, gồm sự nhận thức được chân tướng của người khác cùng nguồn gốc và ý nghĩa của các sự biểu hiện thuộc linh.
Sứ đồ Phao-lô cho biết: "Vì chúng ta có các sự ban cho khác nhau, tùy theo ơn đã ban cho chúng ta" (Rô-ma 12:6). Các ân tứ thuộc linh được nhắc đến trong 3 phân đoạn Tân Ước (Rô-ma 12; 1 Cô-rinh-tô 12-14; và Ê-phê-sô 4). Từ cuối thập niên 1950, Phong trào Ân tứ (Charismatic Movement) đương đại, chịu ảnh hưởng từ Phong trào Ngũ Tuần, bắt đầu phát triển trong vòng các giáo phái chính lưu thuộc cộng đồng Kháng Cách, cũng như trong các giáo hội Anh giáo và Công giáo Rôma. Không giống tín hữu Ngũ Tuần, rời bỏ giáo hội để thành lập các giáo phái mới, những người thuộc phong trào Ân tứ ở lại với giáo hội theo phương châm "Hãy đơm bông kết trái ngay tại chỗ Thiên Chúa vun trồng bạn". Trong Giáo hội Công giáo Rôma, phong trào Canh tân Đặc sủng (Charismatic Renewal) được khởi phát vào năm 1967. Có những nhà lãnh đạo tôn giáo giành được sự tôn trọng đặc biệt của các tín nhân Ngũ tuần, Albert Benjamin Simpson là một trường hợp như thế. Trong thời kỳ tiên khởi, nhiều quản nhiệm và giáo sĩ Ngũ tuần được đào tạo tại Học viện Truyền giáo do Simpson thành lập. Do đó, Simpson và Hội Truyền giáo Phúc âm Liên hiệp (C&MA) có nhiều ảnh hưởng trên phong trào Ngũ tuần, đặc biệt là các giáo phái Assemblies of God và Foursquare Church, không chỉ trong tinh thần truyền bá phúc âm, các giáo thuyết, mà còn là các bài thánh ca do Simpson sáng tác, cùng thuật từ Gospel Tabernacle (Đền tạm Phúc âm), sau này, các nhà thờ Ngũ Tuần thường lấy tên Full Gospel Tabernacle. Charles Price Jones, một nhà lãnh đạo người Mỹ gốc Phi thuộc Phong trào Thánh khiết là một thí dụ khác. Những bài thánh ca của ông được sử dụng rộng rãi tại các giáo đoàn và các đại hội của giáo phái Church of God in Christ, cũng như trong các giáo phái Ngũ tuần khác.